# Drags kraftstation

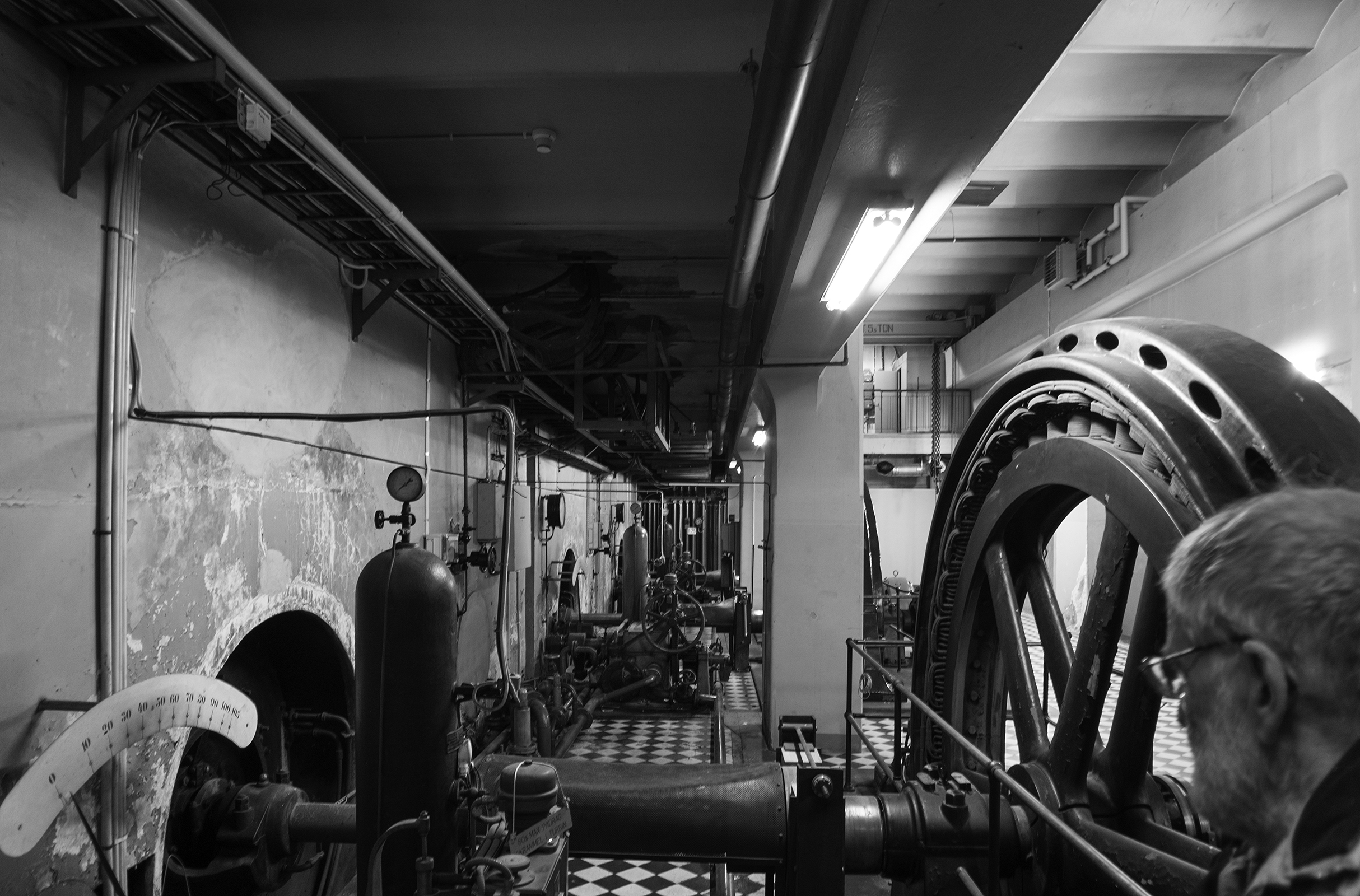
Generatorhallen, 2014

Drags kraftstation är ett nedlagt vattenkraftverk vid Motala ström i Norrköping. Kraftstationen byggdes 1912 vid det översta fallet av Norrköpingsfallen och var drift till och med 1991. Den försåg Drags yllefabriker AB med elektricitet fram till 1954, då textilfabriken lades ned. Åren mellan 1954 till 1991 användes elproduktion till Norrköpings stad. 
Industrierna i Norrköping längs med Motala ström har genom historien alltid använt sig av kraften i forsarna, först i form av vattenhjul och sedan i form av vattenkraftverk. När textilindustrin Drags byggde nya fabrikslokaler, byggde de också ett nytt vattenkraftverk. Kraftstationen började byggas 1908 och stod klar 1912. 
Drags kraftstation togs 1990 ur bruk, tillsammans med flera andra små vattenkraftverk längs strömmen, och ersattes av Holmens kraftverk vars elproduktion är betydligt större än alla de mindre kraftverken tillsammans. 
Trots nästan 80 år i drift är de flesta delarna helt original. Kraftstationen är i dag ett arbetslivsmuseum och sedan 2006 också som utställningslokal för konstutställningar. Lokalen domineras av tre generatorhjul, som mäter 3,5 meter i diameter, samt ett schackrutigt golv. Kraftstationer byggda kring sekelskiftet 1800-1900 kunde vara små mästerverk ur arkitektonisk synvinkel, ofta med en utformning inspirerad av tempel och kyrkor. Samtidigt sågs de som symboler för det moderna samhället som höll på att växa fram.